# Rute
Rute est une ville d’Espagne, dans la province de Cordoue, communauté autonome d’Andalousie.